# 拉祖莫夫斯基山
71°29′S 12°43′E / 71.483°S 12.717°E
拉祖莫夫斯基山是南極洲的山峰，位於東部南極洲的毛德皇后地，屬於沃爾塔特山脈中東彼得曼山脈的一部分，是戴爾德加斯滕嶺的一部分，海拔高度2,285米，該山峰由德國的探險隊發現，以蘇聯的地質學家命名。